# Ельдвульф (король Східної Англії)
Ельдвульф (давн-англ. Ealdwulf, Aldwulf; ? —713) — король Східної Англії у 664—713 роках.

## Життєпис

### Молоді роки
Походив з династії Вуффінгів. Син Егріка, короля Східної Англії, та Хересвіти Іффінг (з правлячої династії Нортумбрії). Про дату народження нічого невідомо. Втім відомо, що Ельдвульф був доволі малим, коли у 636 році загинув його батько у війні з Мерсією.
Під впливом матері прийняв християнство, деякий час нею виховувався. У 647 році його мати Хересвіт пішла в монастир у Шайє (Франкська держава). За різними відомостями Ельдвульф перебрався разом з нею до двору короля франків Хлодвіга II, за іншими — залишився в Східній Англії, перебував при дворі своїх стрийків Анни, Етельхера та Етельвольда.

### Королювання
664 року після смерті під час мору короля Етельвольда став новим володарем Східної Англії. У 669 році папа римський Віталій надіслав до Британії архієпископа Феодора Тарсійского, який почав активно реформувати англійську церкву. Він призначив Бізі єпископом Доммока, основного у Східній Англії. Втім незабаром внаслідок слабкого здоров'я Бізі його єпархія була розділена на дві частини — північну і південну (Гельмхомі в Нормфорлку і Доммоку в Саффолку), куди були призначені Еккі і Бадувін. Після смерті у 670 році Освіу, короля Нортумбрії, продовжив союзницькі стосунки з його наступником Егфрітом.
У 672 році Етельтріта, небога короля Ельдвульфа, заснувала в своєму маєтку в Елі монастир, що згодом уславився в Британії, навіть був відомий у Західній Європі. Значні кошти на заснування монастиря були спрямовані з королівської скарбниці. Ельдвульф не шкодував коштів на зміцнення своєї влади за рахунок союзу з церквою. Патронімія монастиря з боку короля ще більше посилилася з 697 року.
При Ельдвульфе активно розвивалася економіка і торговельні зв'язки Східної Англії. За прикладом королів Кенту Ельдвульф почав карбувати золоті монети тримси, срібні — скітти і мідні — пенси. Проте монети тоді ще не були основною валютою королівства. На них навіть не було імені короля, при якому їх було викарбувано. Зростало і розвивалося портове місто Гепсвіч, через яке велася торгівля з фризами і Франкськими королівствами.
Після смерті Хлотхера, короля Кенту, в 685 році призвела до початку розгардіяшу в Кенті. Туди вдерлися війська Вессексу і на деякий час встановили свою владу. У 693—694 роках Інє Вессекський вигнав з Кента англську знать, що призвело до конфлікту між Східною Англією і Вессексом.
Останні роки правління Ельдвульфа були затьмарені конфліктом з Мерсією. У династичному конфлікті Ельдвульф підтримав претендента Етельбальда, надавши тому притулок на острові Кроуленд, оточеному з усіх боків болотами. Втім за життя Ельдвульфа конфлікт так і не було вирішено, оскільки король помер у 713 році, залишивши трон синові Ельфвальду.

## Родина
- Ельфвальд, король у 713—749 роках;
- Егбурга.